# 里奇·瓦倫斯
理查德·史蒂芬·瓦倫蘇埃拉（英語：Richard Steven Valenzuela，1941年5月13日—1959年2月3日），暱稱為里奇·瓦倫斯（Ritchie Valens），是墨西哥裔美國歌手、詞曲作家和吉他手。身為搖滾先鋒和奇卡諾搖滾運動的先驅，瓦倫斯在因飛機失事身亡前持續了8個月的音樂生涯。
在這期間，瓦倫斯也擁有許多熱門歌曲，其中最有名的便是改編自墨西哥民謠的〈La Bamba〉。瓦倫斯將這首歌改編成搖滾的節奏，並在1958年一炮而紅，這使得瓦倫斯成為西班牙語搖滾運動的先驅。他還有美國排名第二的熱門歌曲〈Donna〉。
在1959年2月3日，在被稱為「音樂死去的那一天」的事件中，瓦倫斯在愛荷華州的飛機失事中喪生，這一事故也奪去了同行的音樂家巴迪·霍利、「大波普」J·P·理查德森、以及飛行員羅傑·彼得森（Roger Peterson）的生命。瓦倫斯於2001年被追悼入搖滾名人堂。

## 早年人生
本名為理查德·史蒂芬·瓦倫蘇埃拉的里奇·瓦倫斯在1941年5月13日出生於洛杉磯聖費爾南多谷地區的帕科伊瑪。他的父親約瑟夫·瓦倫蘇埃拉（Joseph Valenzuela，1896-1952）和母親康塞普西翁·雷耶斯（Concepción Reyes，1915-1987）皆來自墨西哥。他是家中五個兄弟姐妹中的第二個，其他家庭成員有哥哥鮑勃·莫拉萊斯（Bob Morales Valenzuela）、兩個妹妹康妮（Connie Valenzuela）和艾爾瑪（Irma Valenzuela）、以及弟弟馬利歐·拉米雷斯（Mario Ramirez Valenzuela）。里奇·瓦倫斯是聽著傳統墨西哥街頭樂隊、佛朗明哥吉他、節奏藍調和跳躍藍調音樂長大的。
5歲的瓦倫蘇埃拉對自己演奏音樂感到興趣，他的父親鼓勵他學習演奏吉他和小號，之後他更開始自學打鼓。雖然瓦倫蘇埃拉是左撇子，但他對吉他的學習慾望使他掌握了一般的右手式樂器。當瓦倫蘇埃拉上初中時，他經常帶著吉他到學校，並與他的朋友一起在天台上唱歌和演奏歌曲。
瓦倫蘇埃拉16歲時，他被邀請加入當地樂團the Silhouettes並擔任吉他手。而樂團的主唱離團後，由瓦倫斯替補主唱之位。1957年10月19日，瓦倫蘇埃拉首次與樂團一起演出。瓦倫蘇埃拉曾就讀帕科伊瑪初級中學（現改名為帕科伊瑪國中）和聖費爾南多高中。

## 音樂生涯
作為一名自學成才的音樂家，瓦倫蘇埃拉是一位多才多藝的歌手和吉他手。他經常在出場時即興創作新的歌詞，或在演奏流行歌曲時添加新的樂句。好萊塢小唱片公司Del-Fi的老闆兼總裁鮑勃·基恩也透過聖費爾南多高中的學生打探到關於被他們稱為「聖費爾南多的小理查德」的瓦倫蘇埃拉的消息，而決定去看他在聖費爾南多電影院周六的日場秀。由於對表演的印象深刻，瓦倫蘇埃拉受到了基恩的邀請，到他位於洛杉磯銀湖區的家中進行面試，在那裡的地下室有一個小型錄音室。他的錄音設備包括早期的立體聲錄音機（雙軌Ampex 601-2便攜式）和一對Neumann U-47電容式麥克風。
1958年5月27日，在面試之後，基恩決定簽下瓦倫蘇埃拉到Del-Fi旗下。在這時，基恩希望瓦倫蘇埃拉將名字改叫「里奇」（Ritchie），因為正如基恩所說：「當時有一堆人都叫『理查德』（Richard），而我希望他能與眾不同。」同樣，基恩建議瓦倫蘇埃拉將他的姓氏縮短成「瓦倫斯」（Valens），以擴大他的吸引力，凸顯他的不同。
瓦倫斯在基恩的錄音室錄了幾首Demo，主要是瓦倫斯演唱和彈奏吉他的片段，部分片段還錄了鼓聲。這些原始音檔可以在Del-Fi發行的專輯《Ritchie Valens – The Lost Tapes》中聽到。這些Demo之後被帶到了好萊塢的金星錄音室，去進行其他樂器的全頻錄製。〈Donna〉便是其中一首，另一首是則是名為〈Ritchie's Blues〉的器樂曲。
在基恩的地下錄音室進行了幾次歌曲創作和Demo錄製後，基恩決定讓瓦倫斯進入正式的錄音室，並提供一個完整的樂團為他伴奏。參與的音樂家包括勒內·霍爾、卡蘿·凱伊和厄爾·帕瑪。1958年7月，瓦倫斯正式在金星錄音室開始第一次錄製工程，而他第一首錄的歌是由他和羅伯特·庫恩（Robert Kuhn，基恩的本名）合著的原創曲〈Come On, Let's Go〉，接下來錄的是萊博和史托勒的歌曲〈Framed〉。這兩首歌在錄製完成後在幾天後發行，且獲得了成功。瓦倫斯的下一張唱片是雙A面單曲〈La Bamba/Donna〉，而這也是他生前發行的最後一張唱片。它售出超過一百萬份，並被RIAA授予金唱片認證。
1958年秋天，瓦倫斯因為職業生涯的要求迫使他輟學。基恩為他預定了在美國各地的場地和電視節目的表演。不過由於瓦倫斯因為在初中發生的意外事故而害怕飛行，即1957年1月31日，兩架飛機在空中相撞後，其殘骸掉落於帕科伊瑪初級中學的操場，造成瓦倫斯幾位朋友的死亡和受傷。雖然當天的瓦倫斯是在外公法蘭克·雷耶斯（Frank Reyes）的葬禮而不在場，但他對於失去朋友感到不安。
他最終克服了他的恐懼，搭乘飛機開始了職業生涯。他於1958年10月6日前往費城參加迪克·克拉克的《美國舞臺》電視節目演唱〈Come On, Let's Go〉。11月，瓦倫斯飛往夏威夷，與巴迪·霍利和保羅·安卡一同表演。瓦倫斯也加入了傳奇唱片騎師艾倫·弗里德在紐約市的聖誕節年度慶典，與一些重重影響他音樂風格的人一起演唱，包括查克·貝里、波·迪德利、埃弗里兄弟、杜安·艾迪、艾迪·科克蘭、基斯·奧康納·莫菲和傑基·威爾森。12月27日，他回到費城的《美國舞臺》節目演唱〈Donna〉。
回到洛杉磯之後，瓦倫斯出演了艾倫·弗里德的電影《Go, Johnny, Go!》。在電影中他出現在晚餐橋段，使用與艾迪·科克蘭同型號的Gretsch 6120吉他假唱著自己的歌曲〈Ooh! My Head〉。在現場演出之間，瓦倫斯多次回到金星錄音室錄製他兩張專輯中的曲目。
1959年初，瓦倫斯參加了「冬季舞會」（The Winter Dance Party）—一個多場次的中西部搖滾樂巡迴演出。與他同行的還有巴迪·霍利、迪昂與貝爾蒙特組合、「大波普」J·P·理查德森和法蘭基·薩爾多。所有表演者的伴奏都由霍利的新伴奏樂團擔任，成員有吉他手湯米·奧薩普、貝斯手威倫·詹寧斯和鼓手卡爾·班齊。
旅遊巴士對表演者的條件非常糟糕，而且非常寒冷。中西部的天氣對該演出產生了影響：卡爾·班齊不得不因嚴重凍傷的腳而住院，其他包括瓦倫斯和大波普等都得了流感。於是演出改分為兩部分，而瓦倫斯在第一部分。在班齊住院期間，由貝爾蒙特組合的卡羅·馬斯特蘭奇洛接替鼓手一職，而當迪昂與貝爾蒙特組合演出時，則由瓦倫斯或霍利打鼓。當年拍攝為數不多的彩色相片中有瓦倫斯打鼓的相片。而霍利打鼓的相片則是由瑪麗·格伯（Mary Gerber）於1959年2月2日拍攝的黑白相片，相片中顯示霍利在為迪昂打鼓。

## 死亡

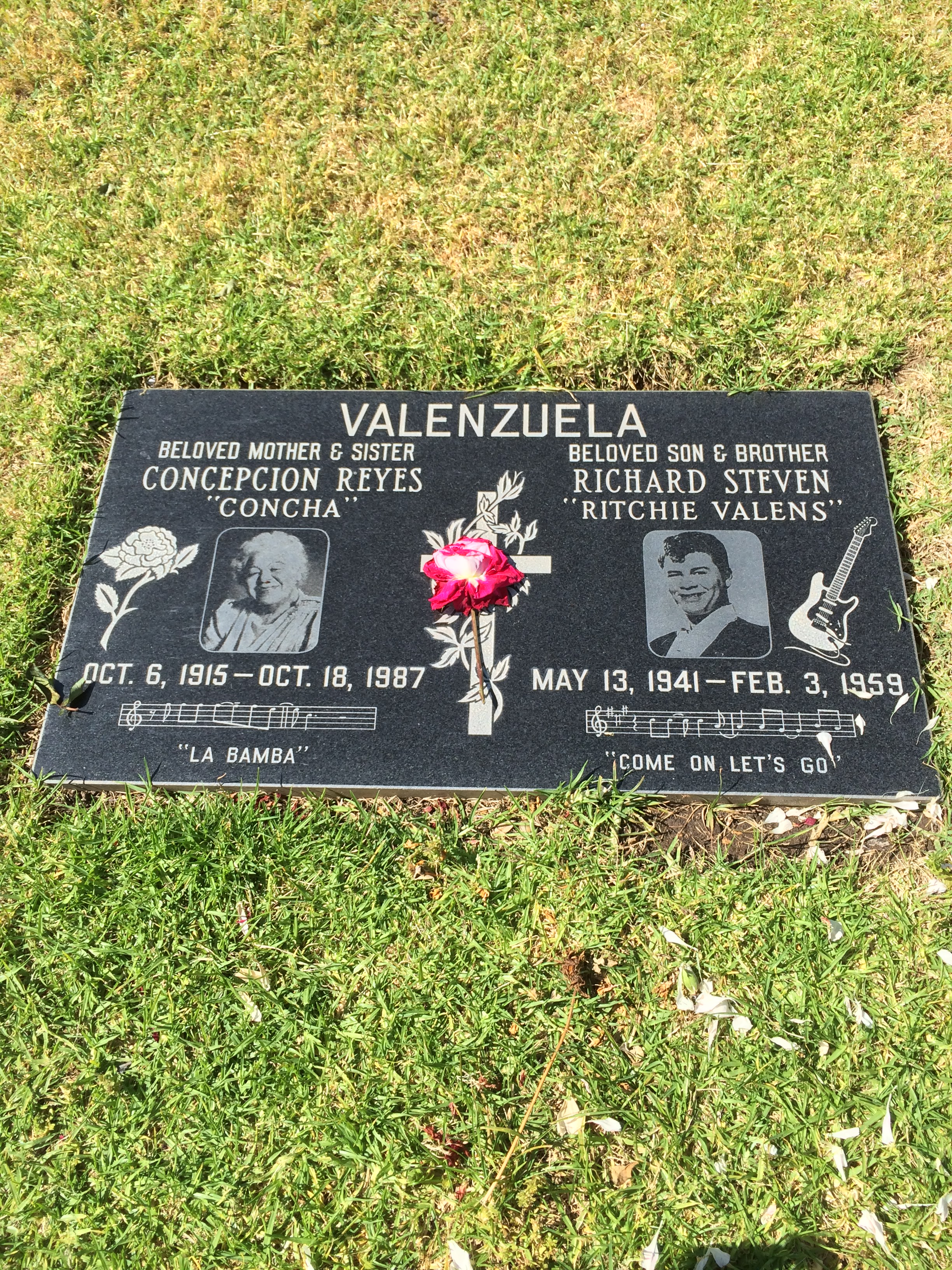
里奇·瓦倫斯和他的母親康塞普西翁在聖費爾南多使命公墓的墓碑

在1959年2月2日的午夜時分，在愛荷華州明湖的表演結束後，霍利、瓦倫斯和理查德森乘坐霍利租用的小型飛機從梅森城機場起飛。瓦倫斯因為贏得了與奧薩普的拋硬幣遊戲而上了飛機。詹寧斯則自願放棄了飛機上的座位，並讓給得了流感的理查德森。就在1959年2月3日凌晨1點之後，三人乘坐比奇富豪出發，到目的地北達科他州的法哥，卻在起飛幾分鐘後墜毀，原因至今仍然不明。這場空難事故造成機上三人與駕駛羅傑·彼得森瞬間身亡。霍利、瓦倫斯和理查德森皆受到無法迴避的頭部重傷以及胸腔的鈍性創傷。而年僅17歲的瓦倫斯成為了這場事故最年輕的罹難者。
這起事件啟發了唐·麥克林寫出1971年的成名曲〈American Pie〉，歌曲中將2月3日稱為「音樂死去的那一天」（The Day the Music Died）。瓦倫斯的遺體被埋葬在加州米申希爾斯的聖費爾南多使命公墓。

## 影響

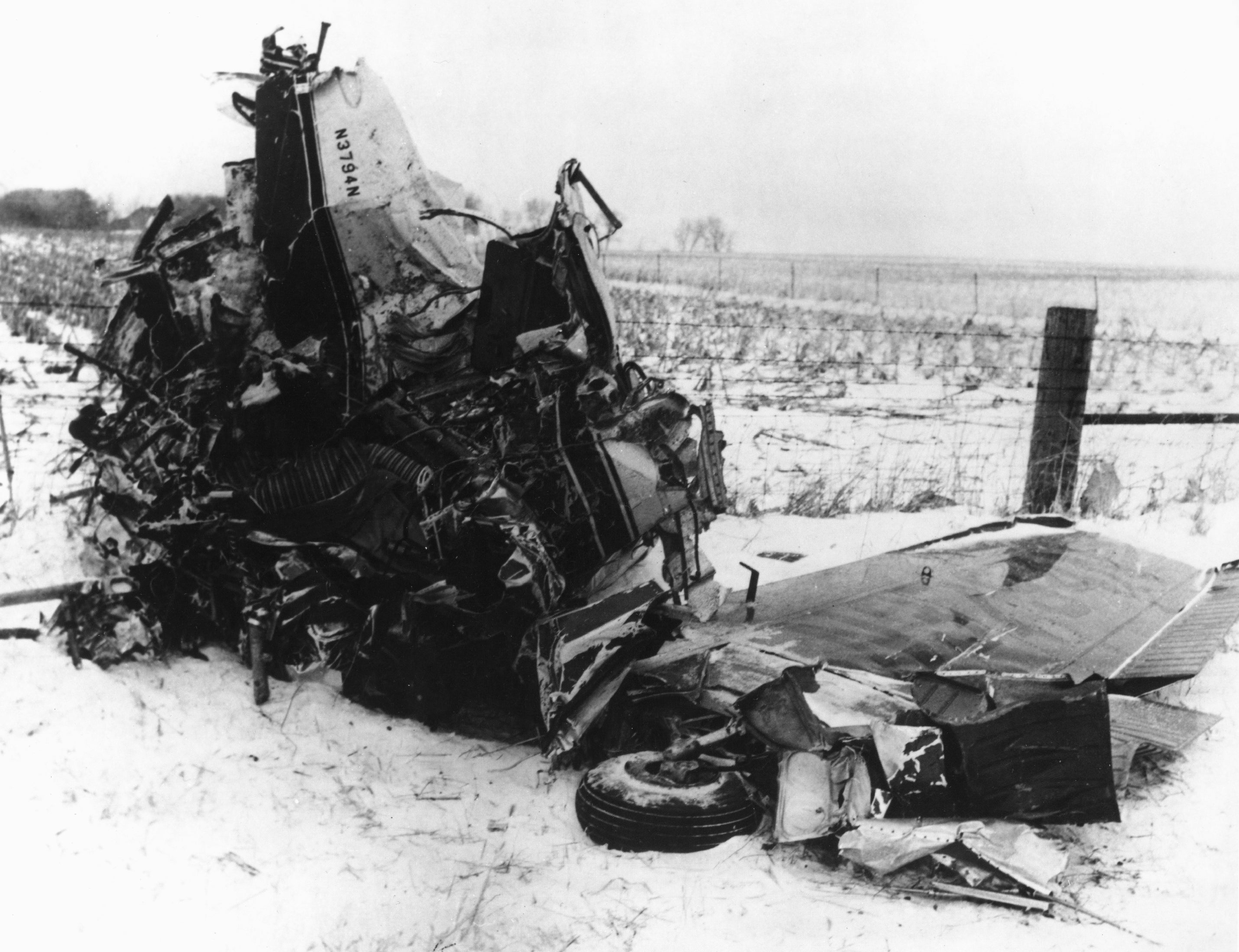
愛荷華州墜機現場的照片

里奇·瓦倫斯是奇卡諾搖滾和拉丁搖滾的先鋒，並啟發了許多墨西哥音樂家。他影響了如灰狼一族合唱團、洛城寂寞男孩樂團、卡洛斯·山塔那等拉丁音樂家，因為正當拉丁美洲人才剛接觸美國搖滾和流行音樂的時候，他已經在全國取得了成功。瓦倫斯也被認為是第一個成功打入主流搖滾音樂的拉丁美洲人。
事實證明，〈La Bamba〉是瓦倫斯最具影響力的作品，而其原因並不僅僅是第一首全西班牙語演唱的流行歌曲，還因為它將傳統的拉丁美洲音樂與搖滾成功融合在一起。瓦倫斯成功的模式也被日後的莎麗娜、Caifanes、塔古巴咖啡、馬戲團樂隊、偉大的沉默、絲絨樂團、古斯塔沃·桑塔歐拉拉以及眾多拉丁另類音樂家效仿。諷刺的是，瓦倫蘇埃拉家族在家裡只講英語，且瓦倫斯對西班牙語了解甚少。當他在錄製〈La Bamba〉是利用語音歌唱才學會歌詞的，因此他也並不了解其歌詞的意義。
〈Come On, Let's Go〉之後也被灰狼一族合唱團、雷蒙斯合唱團與佩利兄弟、湯米·史提爾、亨廷頓合唱團、強尼·雷布和他的反叛者樂團（Johnny Rebb and his Rebels）、昏迷女孩樂團和The McCoys翻唱。〈Donna〉則是被MxPx、克里夫·理查、熱血青年合唱團、Clem Snide、Cappadonna和水土不服合唱團翻唱。
羅伯特·奎因表示瓦倫斯的吉他演奏是他風格的早年影響之一。瓦倫斯也啟發了吉米·亨德里克斯、陳·羅米洛、卡洛斯·山塔那、克里斯·蒙特茲、基斯·奧康納·莫菲等人。
瓦倫斯的母親康塞普西翁·雷耶斯於1987年去世，並與瓦倫斯合葬。

## 在其他媒體上的出現
- 瓦倫斯的生平被改編為1987年的傳記電影《青春傳奇（英语：La Bamba (film)）》。劇中時間定於1957年到1959年，並由盧·戴蒙德·菲利普斯來飾演當時16-17歲的瓦倫斯。大部分的電影配樂由灰狼一族合唱團製作。
- 《巴迪·霍利傳（英语：The Buddy Holly Story）》中，由演員吉爾伯特·梅爾加爾（Gilbert Melgar）飾演的瓦倫斯出現在電影的最後一幕。
- 1978年的電影《火爆浪子》中的年代設定就設在瓦倫斯去世不久。片中一景是大夥們圍坐在桑尼家的地下室裡，為自己喜歡的明星死於空難感到哀傷。

## 致敬

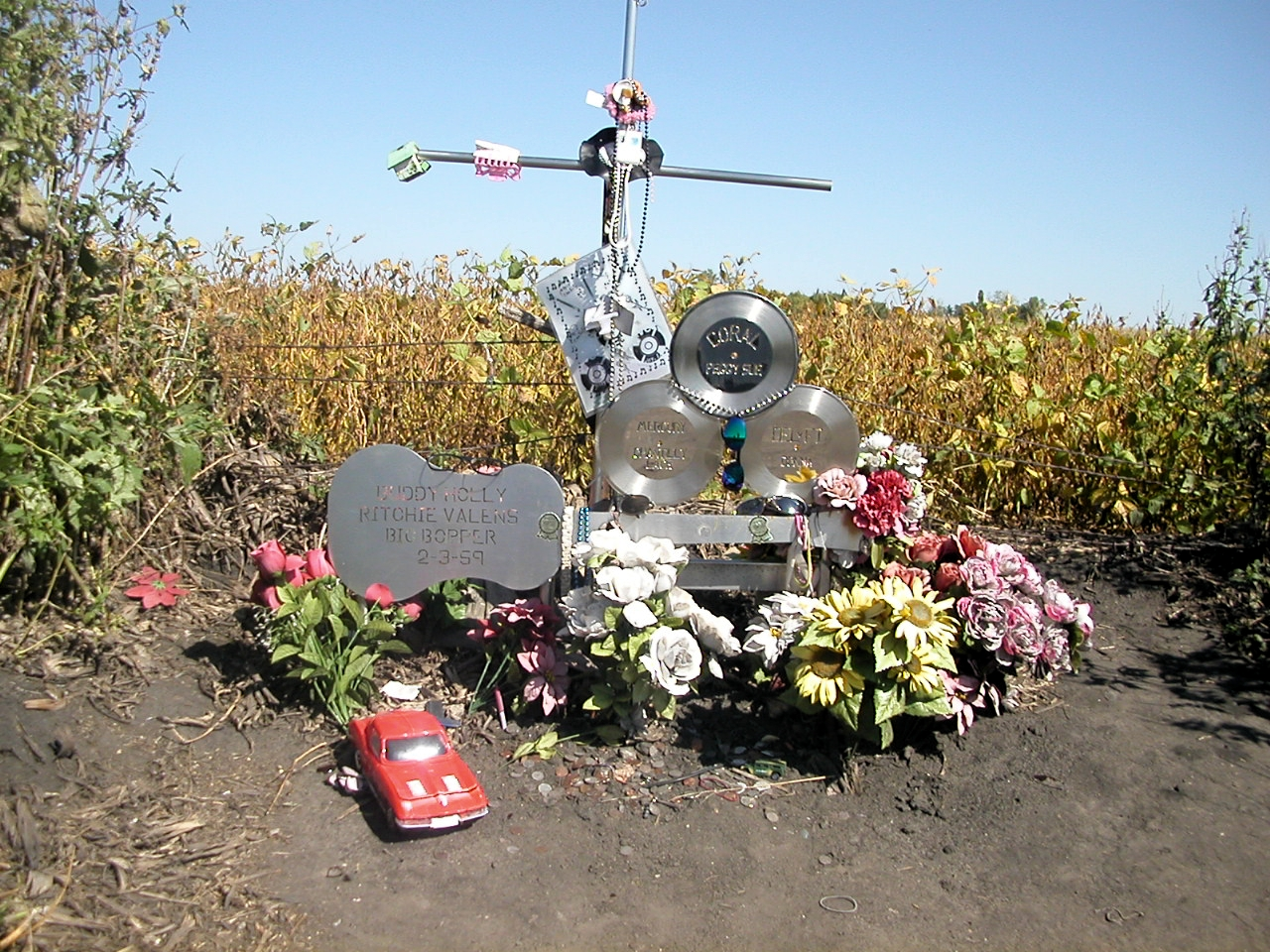
2003年拍攝，紀念墜機現場的紀念碑

1988年，一名來自威斯康辛州的粉絲肯恩·帕奎特（Ken Paquette）為空難死去的霍利、瓦倫斯和理查德森豎立了一座不銹鋼紀念碑，上面刻有一把鋼吉他和三張唱片，唱片上記載著三人的名字。它坐落於私人農田上，位於315號街（315th Street）和古爾大道（Gull Avenue）交匯處以西約四分之一英里處，距離明湖以北約8英里（13公里）。帕奎特還在威斯康辛州綠灣的濱江宴會廳（Riverside Ballroom）附近製作了一個類似的不銹鋼紀念碑，並於2003年7月17日揭幕。
1990年代，帕科伊瑪的帕克斯頓公園（Paxton Park）在代表帕科伊瑪的市議員提議之下改名為里奇·瓦倫斯公園以此紀念他，希望居民能「記得他卑微的背景並效仿他的成就」。
1985年，藝術家曼努爾·貝拉斯克斯（Manuel Velasquez）在25名學生的協助下創作了一幅12英尺×20英尺的壁畫，畫在前帕科伊瑪初級中學（現為帕科伊瑪國中）教學樓的一側，描繪了里奇·瓦倫斯的肖像、一些標示著他著名歌曲名稱的唱片、以及關於那場飛機墜毀事件的報導。
1979年，湯米·奧薩普在達拉斯開了一家名為Tommy's Heads Up Saloon的俱樂部，其名字象徵著他與瓦倫斯在二十年之前的拋硬幣遊戲。
齊柏林飛船收錄在《Physical Graffiti》的歌曲〈Boogie with Stu〉是受到瓦倫斯的〈Ooh! My Head〉所啟發而寫的，但在作曲人署名裡卻不寫上瓦倫斯或鮑勃·基恩的名字，取而代之的是瓦倫斯母親的名字。最終基恩提起了訴訟並勝訴，齊柏林飛船的賠金中的一半歸給了瓦倫斯的母親，儘管她並沒有參與訴訟。
聖費爾南多谷東北部5號高速公路的一部分更名為里奇·瓦倫斯紀念公路，其位於170至118高速公路之間。

## 作品列表

### 原創專輯
- 《Ritchie Valens（英语：Ritchie Valens (album)）》（1959年3月）
- 《Ritchie（英语：Ritchie (album)）》（1959年10月）
- 《Ritchie Valens In Concert at Pacoima Jr. High（英语：Ritchie Valens In Concert at Pacoima Jr. High）》（1960年12月，現場專輯）

第一面收錄有鮑勃·基恩的的音樂會開場白，第二面則是基恩的講解與5首未完成歌曲。第一面的〈Come On, Let's Go〉是伴隨著觀眾嘈雜聲的Demo版。

### 合輯\精選集
- 《Ritchie Valens Memorial Album（英语：Ritchie Valens Memorial Album）》（1962年12月）
  - 原來的專輯封面是黑色的，1963年2月的再發版則換成白色封面並更名為《His Greatest Hits》。
- 《Ritchie Valens...His Greatest Hits Volume 2（英语：Ritchie Valens...His Greatest Hits Volume 2）》（1964年）
- 《History of Ritchie Valens（英语：History of Ritchie Valens）》（1981年）
- 《The Best of Ritchie Valens（英语：The Best of Ritchie Valens）》（1987年）
- 《La Bamba '87》（1987年）
- 《The Ritchie Valens Story》（1993年）
- 《Rockin' All Night - The Very Best of Ritchie Valens》（1995年）
- 《Come On, Let's Go!》（1998年）
- 《The Very Best of Ritchie Valens》（1999年）

### 單曲
| 發行年分 | 曲名（A面/B面） 兩首歌都來自同一張專輯，除非另有說明                                                                           | 音樂廠牌與唱片編號 | 榜單排名     | 榜單排名   | 所屬專輯               |
| 發行年分 | 曲名（A面/B面） 兩首歌都來自同一張專輯，除非另有說明                                                                           | 音樂廠牌與唱片編號 | US Billboard | US Cashbox | 所屬專輯               |
| -------- | --- | ------------------ | ------------ | ---------- | ---------------------- |
| 1958年   | 〈Come On, Let's Go〉 B面〈Framed〉                                                                                            | Del-Fi 4106        | 42           | 51         | 《Ritchie Valens》     |
| 1958年   | 〈Donna〉/ 〈La Bamba〉 | Del-Fi 4110        | 2 22         | 2 49       | 《Ritchie Valens》     |
| 1959年   | 〈Fast Freight〉 B面〈Big Baby Blues〉 原版的單曲印刷封套上的作曲人為「Arvee Allens」，後來的再版 則改正回「Ritchie Valens」。 | Del-Fi 4111        | -            | -          | 《Ritchie》            |
| 1959年   | 〈That's My Little Suzie〉 B面〈In A Turkish Town〉                                                                            | Del-Fi 4114        | 55           | 43         | 《Ritchie Valens》     |
| 1959年   | 〈Little Girl〉 B面〈We Belong Together〉（此歌來自《Ritchie Valens》）                                                        | Del-Fi 4117        | 92           | 93         | 《Ritchie》            |
| 1959年   | 〈Stay Beside Me〉 B面〈Big Baby Blues〉                                                                                       | Del-Fi 4128        | -            | -          | 《Ritchie》            |
| 1960年   | 〈The Paddiwack Song〉 B面〈Cry, Cry, Cry〉                                                                                    | Del-Fi 4133        | -            | -          | 《Ritchie》            |
| 1987年   | 〈La Bamba '87〉 B面〈La Bamba〉 (此歌為《Ritchie Valens》的原版)                                                              | Del-Fi 1287        | -            | -          | 無專輯歌曲             |
| 1998年   | 〈Come On, Let's Go〉 B面〈La Bamba〉                                                                                          | Del-Fi 51341       | -            | -          | 《Come On, Let's Go!》 |

## 外部鏈結
- 里奇·瓦倫斯在互联网电影资料库（IMDb）上的資料（英文）
- 在Find a Grave上的里奇·瓦倫斯
- 里奇·瓦倫斯官方網頁 （页面存档备份，存于）
- 摇滚名人堂上的里奇·瓦倫斯
- 洛卡比里名人堂：里奇·瓦倫斯 （页面存档备份，存于）
- 在history-of-rock.com上的檔案 （页面存档备份，存于）
- 在tsimon.com上的檔案 （页面存档备份，存于）
- 致敬：音樂死去的那一天 （页面存档备份，存于），angelfire.com